# Bunuri mobile din domeniul științele naturii clasate în patrimoniul cultural național al României aflate în județul Brăila
Acestă listă conține bunurile mobile din domeniul științele naturii clasate în Patrimoniul cultural național al României aflate la momentul clasării în județul Brăila.

## Tezaur
| Foto | Informații generale                                                         | Detalii tehnice                                                                               | Descriere                                                                       | Deținător              | Legături |
| ---- | --------------------------------------------------------------------------- | --------------------------------------------------------------------------------------------- | ------------------------------------------------------------------------------- | ---------------------- | -------- |
|      | Taxus baccata (L.)                                                          | Descoperit: jud. Vrancea, Cenaru                                                              | Monument al naturii; relict terțiar-Carp., Mold. N.                             | Muzeul Brăilei, Brăila | Cimec    |
|      | Cypripedium calceolus (Hoppe.)                                              | Descoperit: jud. Botoșani, Tudora                                                             | Monument al naturii.                                                            | Muzeul Brăilei, Brăila | Cimec    |
|      | Fritillaria montana (Hoppe.)                                                | Descoperit: jud. Vaslui, Bălteni                                                              | Monument al naturii; pont., iliric.                                             | Muzeul Brăilei, Brăila | Cimec    |
|      | Fritillaria meleagris (L.)                                                  | Descoperit: jud. Vaslui, Bălteni                                                              | Monument al naturii.                                                            | Muzeul Brăilei, Brăila | Cimec    |
|      | Leontopodium Alpinum (Cass.)                                                | Descoperit: jud. Neamț, Masivul Ceahlău, Piatra Detunată                                      | Monument al naturii.                                                            | Muzeul Brăilei, Brăila | Cimec    |
|      | Phyteuma vagneri (A. Kern.)                                                 | Descoperit: jud. Hunedoara, Munții Retezat                                                    | Endemism carpatic.                                                              | Muzeul Brăilei, Brăila | Cimec    |
|      | Phyteuma tetramerum (Schur.)                                                | Descoperit: jud. Suceava, Masivul Rarău                                                       | Endemism în Carpații românești și Carpații Păduroși.                            | Muzeul Brăilei, Brăila | Cimec    |
|      | Campanula romanica (C.) Rotundifolia( L.) subsp. romanica (Săvul.) (Hayek.) | Descoperit: jud. Tulcea, Greci                                                                | Endemism.                                                                       | Muzeul Brăilei, Brăila | Cimec    |
|      | Campanula carpatica (Jack.)                                                 | Descoperit: jud. Neamț, Masivul Ceahlău                                                       | Endemism Carpatic.                                                              | Muzeul Brăilei, Brăila | Cimec    |
|      | Melandrium zawadzkii (Herb.) (A.Br.) Silene zawadzkii (Herb.)               | Descoperit: jud. Neamț, Masivul Ceahlău                                                       | Endemism Carpatic E.                                                            | Muzeul Brăilei, Brăila | Cimec    |
|      | Gypsophila petraea (Boumg.) (Rchb.)                                         | Descoperit: jud. Neamț, Cheile Bicazului                                                      | Endemism Carpatic E.S.                                                          | Muzeul Brăilei, Brăila | Cimec    |
|      | Dianthus tenuifolius (Schur.)                                               | Descoperit: jud. Suceava, Masivul Rarău                                                       | Endemism în Carpații românești.                                                 | Muzeul Brăilei, Brăila | Cimec    |
|      | Dianthus spiculifolius (Schur.)                                             | Descoperit: jud. Suceava, Masivul Rarău                                                       | Endemism în Carpații românești.                                                 | Muzeul Brăilei, Brăila | Cimec    |
|      | Tymus comosus (Heuffel.) Ex. (Griseb.)                                      | Descoperit: jud. Bacău, Slănic Moldova                                                        | Endemism în Carpații românești.                                                 | Muzeul Brăilei, Brăila | Cimec    |
|      | Erysimum Wittmannii (Zaw.)                                                  | Descoperit: jud. Neamț, Cheilie Bicazului                                                     | Endemism Carpatic.                                                              | Muzeul Brăilei, Brăila | Cimec    |
|      | Cardamine glanduliera (O. Schwartz.) Dentaria glandulosa (W. et K.)         | Descoperit: jud. Suceava, Masivul Rarău                                                       | Endemism Carpatic.                                                              | Muzeul Brăilei, Brăila | Cimec    |
|      | Achillea schurii (Schultz.-Bip.)                                            | Descoperit: jud. Neamț, Masivul Ceahlău                                                       | Endemism Carpatic E. și S.                                                      | Muzeul Brăilei, Brăila | Cimec    |
|      | Centaurea jankae (Brandza)                                                  | Descoperit: jud. Constanța, Palazu Mic                                                        | Specie rară; Relict glaciar, numai în Dobrogea.                                 | Muzeul Brăilei, Brăila | Cimec    |
|      | Betula nana (L.)                                                            | Descoperit: jud. Suceava, com. Moldova-Sulița, Lucina                                         | Specie rară; Relict glaciar.                                                    | Muzeul Brăilei, Brăila | Cimec    |
|      | Galanthus plicatus (M.B.)                                                   | Descoperit: jud. Tulcea, Slava Rusă                                                           | Specie rară. Dobrogea; Pont.                                                    | Muzeul Brăilei, Brăila | Cimec    |
|      | Galanthus graecus (Orph.)                                                   | Descoperit: jud. Constanța, com. Târgușor, Cheia                                              | Specie rară. Pont.-balc.                                                        | Muzeul Brăilei, Brăila | Cimec    |
|      | Hieracium pojorâtense (Wol.)                                                | Descoperit: jud. Suceava, Masivul Rarău, Piatra Zimbrului                                     | Endemism Carpatic.                                                              | Muzeul Brăilei, Brăila | Cimec    |
|      | Rhododendron kotskhyi (Simk.)                                               | Descoperit: jud. Maramureș, Masivul Pietrosul Rodnei                                          | Endemism Carpatic E. și S.; Carp.-balc.                                         | Muzeul Brăilei, Brăila | Cimec    |
|      | Hepatica transsilvanica (Fuss.)                                             | Descoperit: jud. Neamț, Masivul Ceahlău, Lutu Roșu                                            | Endemism Carpatic E. și S.                                                      | Muzeul Brăilei, Brăila | Cimec    |
|      | Tymus pulcherrimus (Schur.)                                                 | Descoperit: jud. Suceava, Masivul Rarău                                                       | Endemism Carpatic E. și S.                                                      | Muzeul Brăilei, Brăila | Cimec    |
|      | Gentiana phlogifolia (Schott. et Kotschy)                                   | Descoperit: jud. Neamț, Cheile Șugăului                                                       | Endemism Carpatic E. și S.                                                      | Muzeul Brăilei, Brăila | Cimec    |
|      | Achillea coarctata (Poiret.)                                                | Descoperit: jud. Tulcea, com. Beidaud, Sarighiol                                              | Specie rară în România; Pont.-balc.                                             | Muzeul Brăilei, Brăila | Cimec    |
|      | Paleonia tenuifolia (Linnaeus; 1753)                                        | Descoperit: jud. Constanța, com. Târgușor, Storman                                            | Specie rară în România; Pont.-balc.                                             | Muzeul Brăilei, Brăila | Cimec    |
|      | Pheonia peregrina (Miller) var. romanica (Brandza)                          | Descoperit: jud. Tulcea, Babadag                                                              | Specie rară în România; Balc.                                                   | Muzeul Brăilei, Brăila | Cimec    |
|      | Carex aterrima (Hoppe.)                                                     | Descoperit: jud. Hunedoara, Munții Retezat                                                    | Spor. Carpatic E. și S. Alpii europeni.                                         | Muzeul Brăilei, Brăila | Cimec    |
|      | Qurcus pedunculiflora (C. Koch.)                                            | Descoperit: jud. Tulcea, Babadag                                                              | Pont. - anat. S. și SE României.                                                | Muzeul Brăilei, Brăila | Cimec    |
|      | Taxus baccata (L.)                                                          | Descoperit: jud. Brăila, Brăila                                                               | Monument al naturii; relict terțiar.                                            | Muzeul Brăilei, Brăila | Cimec    |
|      | Paliurus spina Christi (Mill.)                                              | Descoperit: jud. Constanța, Hagieni                                                           | Specie rară Medit.                                                              | Muzeul Brăilei, Brăila | Cimec    |
|      | Muscari racemosum (L.) (Mill.)                                              | Descoperit: jud. Brăila, Brăila, Parcul Monument                                              | Europa de S., Asia ant. (Specie dispărută din Parcul Monument din 1998).        | Muzeul Brăilei, Brăila | Cimec    |
|      | Trollius europaeus (Linnaeus; 1753)                                         | Descoperit: jud. Bihor, Munții Apuseni, Băișoara                                              | Specie ocrotită în rezervații și local în anumite județe.                       | Muzeul Brăilei, Brăila | Cimec    |
|      | Campanula romanica (C.) Rotundifolia( L.) subsp. romanica (Săvul.) (Hayek.) | Descoperit: jud. Brăila, Insula Mare a Brăilei, Popina Blasova                                | Endemism Dobrogea.                                                              | Muzeul Brăilei, Brăila | Cimec    |
|      | Periploca graeca (L.)                                                       | Descoperit: jud. Tulcea, com. C.A. Rosetti, Hașmacul Mic, Letea                               | Rară medit.                                                                     | Muzeul Brăilei, Brăila | Cimec    |
|      | Alopia (Alopia) helenae ciucasiana (Grossu, 1969)                           | Descoperit: jud. Sibiu, Cheile Valea Stânei, Cheile Valea Stânei Dimensiuni: Î=14 mm; LA=3 mm | Paratip.                                                                        | Muzeul Brăilei, Brăila | Cimec    |
|      | Alopia (Alopia) vranceana (Grossu, 1967)                                    | Descoperit: jud. Vrancea, Muntele Tisaru, Pârâul Tișița Dimensiuni: Î=16 mm; LA=3 mm          | Paratip.                                                                        | Muzeul Brăilei, Brăila | Cimec    |
|      | Alopia (Alopia) subcosticollis nordsiecki (Grossu et Tesio, 1973)           | Descoperit: jud. Vâlcea, Olănești, Olănești Dimensiuni: Î=16 mm; LA=4 mm                      | Paratip.                                                                        | Muzeul Brăilei, Brăila | Cimec    |
|      | Achillea coarctata (Poiret.)                                                | Descoperit: jud. Brăila, Insula Mare a Brăilei, Popina Blasova                                | Specie rară, Pont.-balc.                                                        | Muzeul Brăilei, Brăila | Cimec    |
|      | Crocus moesiacus (Ker.-Gawl.)                                               | Descoperit: jud. Mehedinți, Dumbrava, Golineasa                                               | Europa de SE., specie rară ce se găsește numai în regiunile din sudul României. | Muzeul Brăilei, Brăila | Cimec    |
|      | Helleborus odorus (W. et K.)                                                | Descoperit: jud. Mehedinți, Dumbrava                                                          | Europa de E. și SE., Alp. - Balc., numai în regiunile sudice ale României.      | Muzeul Brăilei, Brăila | Cimec    |
|      | Otis tarda (L.)                                                             | Descoperit: jud. Brăila, Câmpia Brăilei Dimensiuni: LCO=30; LAR=62; LCI=6; LT=16              | Specie dispărută din fauna ornitologică a României, monument al naturii.        | Muzeul Brăilei, Brăila | Cimec    |
|      | Tetrax tetrax (L.)                                                          | Descoperit: jud. Brăila, Câmpia Brăilei Dimensiuni: LCO=10; LAR=26; LCI=2,5; LT=6,7           | Specie dispărută din fauna ornitologică a României.                             | Muzeul Brăilei, Brăila | Cimec    |
|      | Haliaeetus albicilla (L.)                                                   | Descoperit: jud. Brăila, Balta Brăilei Dimensiuni: LCO=27; LAR=62; LCI=6,5; LT=9; AA=220      | Specie foarte rară în fauna ornitologică a României, monument al naturii.       | Muzeul Brăilei, Brăila | Cimec    |
|      | Alopia (Alopia) glorifica mafteiana (Grossu, 1967)                          | Descoperit: jud. Argeș, Brădet, Brădet Dimensiuni: Î=17 mm; LA=4 mm                           | Paratip.                                                                        | Muzeul Brăilei, Brăila | Cimec    |